# Стосовно суперечності
«Стосо́вно супере́чності», або «Відно́сно супере́чності»,  — есей китайського комуністичного революціонера Мао Цзедуна 1937 року. Разом з есеєм «Стосовно практики» він формує філософську основу політичної ідеології, яка згодом дістане назву маоїзм. Есей був написаний у серпні 1937 року як інтерпретація філософії діалектичного матеріалізму, коли Мао перебував на своїй партизанській базі в Яньані. Мао припускає, що будь-який рух і життя є результатом суперечності. Мао розділяє свою статтю на різні розділи: два світогляди, універсальність суперечності, особливість суперечності, головну суперечність та головний аспект суперечності, ідентичність і боротьба аспектів суперечності, місце антагонізму в суперечності та, нарешті, висновок. Мао далі розвиває тему, викладену в есеї «Стосовно суперечності», у своїй промові «Про правильне вирішення суперечностей між людьми» 1957 року.
Мао описує існування як таке, що складається з постійних змін і суперечностей. Ніщо не є постійним, як у метафізиці, і може існувати лише на основі протилежних суперечностей. Він використовує концепцію суперечності для пояснення різних періодів китайської історії та соціальних подій. Форма Мао, яка говорить про суперечність, створює модифіковану концепцію, яка породила ідеал китайського марксизму. Цей текст понині здійснює значний вплив на китайських марксистів.

## Історичне тло
Спочатку Мао додержувався поглядів, схожих на реформістські чи націоналістичні. Пізніше він сказав, що став марксистом у 1919 році, коли здійснив другу поїздку до Пекіну, хоча на той час він не заявляв про своє нове переконання. 1920 року він зустрівся з Чень Дусю в Шанхаї та обговорив марксистську філософію. Нарешті Мао офіційно перейшов до своєї нової ідеології, коли провалився Рух самоврядування Хунані. Мао став вважати розумнішим підхід до розв'язання суспільних проблем, описаний у марксизмі. Якось він сказав: «Класова боротьба це коли одні класи перемагають, а інші знищуються».
Як і «Стосовно суперечності», есей «Стосовно практики» був написаний Мао в яньаньський період. :Деякі з пунктів, висловлених у ньому, були взяті та розширені з лекцій Мао, представлених 1937 року в Контраяпонському університеті в Яньані. Ці лекції спиралися на праці Карла Маркса, Фрідріха Енґельса та Володимира Леніна.  Мао розвинув їх принципи на основі практики Комуністичної партії Китаю того часу.  Дослідження Мао були зосереджені на творах китайських філософів-марксистів. Найвпливовішим філософом, якого вивчав Мао, був Ай Сіці. Мао не тільки читав твори Ая, а й знав його особисто. Мао старанно вивчав марксизм за рік до того, як написав свої «Конспекти лекцій з діалектичного матеріалізму». Він також зробив огляд і коментарі до «Нової філософії Радянського Союзу», щоб активно зрозуміти концепцію діалектичного матеріалізму.
На додаток до розробки своїх ідеологічних і філософських поглядів, Мао написав «Стосовно суперечності», щоб легітимізувати своє політичне мислення в марксистських рамках і таким чином ще більше зміцнити своє лідерство.

## Основи суперечності та його історія
У діалектичному матеріалізмі суперечність, виснувана Карлом Марксом, зазвичай стосується протистояння соціальних сил. Ця концепція є одним із трьох основних пунктів марксизму.  Мао вважав, що капіталізм внутрішньо суперечливий, оскільки різні соціальні класи мають суперечливі колективні цілі. Ці протиріччя випливають із соціальної структури суспільства і за своєю суттю призводять до класового конфлікту, економічної кризи та, зрештою, революції, повалення існуючого порядку та сходження до політичної влади раніше пригноблених класів. «Діалектика стверджує, що ніщо не є вічним і все гине з часом».  Діалектика є «логікою змін» і може пояснити поняття еволюції та трансформації. Матеріалізм говорить про існування тільки одного світу. Це також підтверджує, що речі можуть існувати без розуму. Речі існували задовго до того, як люди дізналися про них. Для матеріалістів свідомість — це розум, і воно існує в тілі, а не окремо від нього. Усі речі створені з матерії. Діалектичний матеріалізм поєднує ці дві концепції у важливий марксистський ідеал. Мао розглядав діалектику як дослідження протиріч, спираючись на Леніна.

## Два погляди на світ
Опублікований текст есею починається зверненням до ленінського розрізнення між метафізичним світоглядом і діалектичним світоглядом. Мао формулює метафізичний світогляд як такий, що розглядає речі як унітарні, статичні та ізольовані. Разом з тим, Мао формулює діалектичний світогляд як такий, який розглядає речі в динамічній взаємодії одна з одною, водночас характеризуючись власною внутрішньою суперечливістю. :У діалектичному світогляді прогрес відбувається через узгодження внутрішніх і зовнішніх протиріч, у результаті чого виникають нові речі зі своїми внутрішніми та зовнішніми протиріччями.
Довгий час метафізичного погляду дотримувалися як китайці, так і європейці. Зрештою в Європі пролетаріат розвинув діалектико-матеріалістичний світогляд, а буржуазія виступила проти нього. Мао називає метафізиків «вульгарними еволюціоністами». Вони вірять у статичний і незмінний світ, де все повторюється, а не змінюється з історією. Це не може пояснити зміни та розвиток з часом. У діалектиці речі розуміються через їхню внутрішню зміну та зв’язок з іншими об’єктами. Суперечність всередині об'єкта підживлює його розвиток і еволюцію. Геґель розвинув діалектичний ідеалізм до того, як Маркс і Енґельс поєднали діалектику з матеріалізмом, а Ленін і Сталін розвинули його далі. За допомогою діалектичного матеріалізму ми можемо поглянути на конкретні відмінності між об’єктами та далі зрозуміти їх зростання.

## Універсальність суперечності
Абсолютність суперечності має двояке значення. Одне полягає в тому, що суперечність існує в процесі розвитку всіх речей, а інше полягає в тому, що в процесі розвитку кожної речі існує рух протилежностей від початку до кінця. Суперечність є основою життя і рухає його вперед. Жодне явище не може існувати без своєї суперечливої протилежності, такої як перемога і поразка.  «Єдність протилежностей» допускає баланс суперечності. Основним прикладом циклу суперечностей є життя і смерть. Існують суперечності, які можна знайти в механіці, математиці, науці, суспільному житті тощо  Деборін стверджує, що у світі існує лише відмінність. Мао заперечує цю приказку про те, що відмінність складається з суперечності і є суперечністю.  «Жодне суспільство — минуле, сьогоднішнє чи майбутнє — не могло б уникнути суперечностей, оскільки це було характеристикою всієї матерії у Всесвіті». 

## Особливість суперечності
Мао вважає, що найкращий спосіб говорити про відносність протиріччя — це поглянути на нього з кількох різних частин.  «Суперечність у кожній формі руху матерії має свою особливість». Ця суперечність і є суттю речі. Коли можна визначити конкретну сутність, можна зрозуміти об’єкт. Ці конкретні протиріччя також відрізняють один об'єкт від іншого. Знання розвиваються з пізнання, яке може переходити від загального до окремого або від окремого до загального. Коли старі процеси змінюються, виникають нові процеси й протиріччя. Кожна суперечність має свій власний спосіб вирішення, і воно має бути знайдено відповідно до конкретної суперечності. Окремі суперечності також мають особливі аспекти, які мають специфічні способи вирішення. Мао вважає, що при розгляді конфлікту потрібно дивитися на речі об'єктивно. Коли людина упереджена та суб'єктивна, вона не може повністю зрозуміти протиріччя та аспекти об'єкта. Це спосіб, яким люди повинні займатися «вивченням особливостей будь-якого виду протиріччя – протиріччя в кожній формі руху матерії, протиріччя в кожному з процесів її розвитку, два аспекти цього протиріччя в кожному процесі, протиріччя на кожній стадії процесу та два аспекти протиріччя на кожній стадії». Універсальність і особливість суперечності можна розглядати як загальний і індивідуальний характер суперечності. Існування цих двох понять залежить одне від одного. Мао каже, що ідея цих двох персонажів необхідна для розуміння діалектики.

## Основна суперечність та головний аспект суперечності
Ця тема зосереджується на концепції однієї суперечності, яка допускає існування інших суперечностей. Наприклад, у капіталістичному суспільстві протиріччя між пролетаріатом і буржуазією допускають інші протиріччя, такі як протиріччя між імперіалістами та їхніми колоніями. Завжди існує лише одне головне протиріччя; однак протиріччя можуть помінятися важливими місцями. Дивлячись на численні протиріччя, треба розуміти, яке протиріччя є вищим. Слід також пам'ятати, що головні та неосновні протиріччя не є статичними і з часом трансформуються одне в інше. Це також спричиняє трансформацію природи речі, оскільки головна суперечність є тим, що перш за все визначає річ. Ці дві різні суперечності доводять, що ніщо не створюється однаково, демонструючи відсутність балансу, який дозволяє одній суперечності бути вищою над іншою. Мао використовує приклади з китайської історії та суспільства, щоб символізувати концепцію принципової суперечності та її безперервної зміни. «Ані імперіалістичний гніт колоній, ані доля колоній страждати від цього гніту не можуть тривати вічно». Виходячи з ідеї протиріччя, одного дня гноблення закінчиться, і колонії отримають владу та свободу.

## Тотожність і боротьба аспектів суперечності
Мао визначає ідентичність як дві різні думки: два аспекти суперечності співіснують і аспекти можуть трансформуватися одне в одного. Будь-який один аспект залежить від існування принаймні одного іншого аспекту. Без смерті не могло б бути життя; без нещастя не може бути радості. Мао вважає, що важливішим моментом також є фактор ідентичності; суперечності можуть переростати одна в одну. У певних ситуаціях і за певних умов суперечності співіснують і переходять одна в одну. Ідентичність водночас розділяє суперечності і допускає боротьбу між суперечностями; тотожність — це суперечність. Дві суперечності в об'єкті надихають дві форми руху, відносний спокій і помітну зміну. Спочатку об'єкт кількісно змінюється і ніби перебуває в спокої. Зрештою, кульмінація змін від початкового руху призводить до того, що об’єкт здається помітно змінюється. Об’єкти постійно проходять цей процес руху; однак боротьба між протилежностями відбувається в обох станах і вирішується лише в другому.  Трансформація мотивується єдністю між протиріччями. Як приватна умова руху, так і загальна умова руху є умовами, за яких протиріччя можуть рухатися. Цей рух є абсолютним і вважається боротьбою.

## Місце антагонізму в суперечності
Антагоністична суперечність (кит.: 矛盾 ) — це неможливість компромісу між різними соціальними класами. Цей термін зазвичай приписують Володимиру Леніну, хоча він, можливо, ніколи не використовував цей термін у своїх письмових роботах. Цей термін найчастіше використовується в маоїстській теорії, яка стверджує, що відмінності між двома основними класами, робітничим класом / пролетаріатом і буржуазією, настільки великі, що неможливо узгодити їхні погляди. Оскільки зацікавлені групи мають діаметрально протилежні цілі, їхні цілі настільки несхожі та суперечливі, що неможливо знайти взаємоприйнятне рішення. Неантагоністичні суперечності можна розв'язати простою дискусією, а антагоністичні – лише боротьбою. Згідно з маоїзмом, антагоністична суперечність зазвичай спостерігалася між селянством і класом землевласників. Свої погляди на цю політику Мао Цзедун висловив у своїй знаменитій лютневій промові 1957 року «Про правильне вирішення суперечностей між людьми». Мао акцентує на антагоністичній суперечності як «боротьбі протилежностей». Це абсолютне й універсальне поняття. Коли хтось намагається вирішити конфлікт антагоністичних суперечностей, необхідно знайти своє рішення, виходячи з кожної ситуації. Як і в будь-якому іншому понятті, тут є дві сторони. Можуть бути антагоністичні протиріччя і неантагоністичні протиріччя. Протиріччя та антагонізм нерівні, і одне може існувати без іншого. Крім того, протиріччя не повинні переростати в антагоністичні. Приклад антагонізму і неантагонізму можна знайти у двох протилежних станах. Вони можуть постійно боротися та розходитися через свої протилежні ідеології, але вони не завжди будуть воювати одне проти одного.  Щоб уникнути антагонізму, потрібен відкритий простір, щоб дозволити протиріччям виявлятися та об’єктивно розв’язуватися. Неантагоністичні протиріччя «існують у «народі», а антагоністичні — «між ворогом і народом». 

## Висновок
Мао підсумовує всі пункти, висловлені в його есе. Закон протиріч є фундаментальною основою діалектико-матеріалістичної думки. Суперечність присутня в усіх речах і дозволяє існувати всім об’єктам. Суперечність залежить від існування інших суперечностей і може трансформуватися в іншу суперечність. Суперечності розділені перевагою і іноді можуть мати антагоністичні відносини одне з одним. Кожна суперечність є специфічним для певних об’єктів і надає об’єктам ідентичності. Розуміння всіх тез Мао дасть зрозуміти цю щільну тему марксистської думки.

## Вплив
«Стосовно суперечності» разом із текстом «Стосовно практики» підняли репутацію Мао як теоретика марксизму.  : Він став основоположним текстом маоїзму.  Після того, як Мао був розхвалений у Східному блоці після втручання Китаю в Корейську війну, обидва тексти стали широко читаними в СРСР.
У квітні 1960 року міністр нафти Ю Цюлі заявив, що «Стосовно суперечності» (разом із «Стосовно практики») буде ідеологічним ядром кампанії з розробки нафтового родовища Дацин на північному сході Китаю.  Зусилля Ю щодо мобілізації робітників у Дацині були зосереджені на ідеологічній мотивації, а не на матеріальних стимулах.  Міністерство нафтової промисловості відправило тисячі примірників текстів літаком, щоб кожен нафтовий робітник міста Дацин мав примірники, а для робочих підрозділів кожен створив власні навчальні групи. : Успішне завершення Дацину, незважаючи на суворі погодні умови та обмеження поставок, стало моделлю, яку Комуністична партія використовувала як приклад під час наступних кампаній індустріалізації.